# Ivan Franatica Sorkočević
Ivan (Ivo) Franatica (Frano) Sorkočević (Dubrovnik, 30. rujna 1706. – Dubrovnik, 27. lipnja 1771.), hrvatski pjesnik, prevoditelj, lokalni dužnosnik i diplomat. Skupljao je i prepisivanjem umnažao djela starih hrvatskih pisaca.
Iz vlastelinske je obitelji Sorkočevića. Kod isusovaca u Dubrovniku pohađao je gimnaziju, a studirao u Italiji. Obnašao je visoke službe u Dubrovačkoj Republici: knez na Šipanu, u Konavlima, na Lastovu i dvaput knez same Dubrovačke Republike. Bio je i u diplomaciji: jednom je bio poklisar u Carigradu.
Pisao je prigodnice, šaljive i religiozne pjesme, prevodio na hrvatski s latinskog (Ovidije, Anakreont, Marcijal), talijanskog (P. Metastasi, Tassov Oslobođeni Jeruzalem, S. Maffei, Carlo Goldoni) i francuskog (Molière). Preveo je nabožna razmišljanja isusovca O. Spinole.
Po struci je bio pravnik i istraživač domaće pravne starine. Na talijanski je preveo Duh zakona od Montesquieua. Prema Appendiniju, napisao je 10 svezaka pravničkih djela.

## Vanjske poveznice
- Pregled bibliografske jedinice broj: 470766 Poglavlje/Rad u knjizi Mira Muhoberac: Sorkočević, Ivan (Ivo) Franatica (Frano), u: Leksikon hrvatskih pisaca